# Sahel
El Sahel o Sáhel es una zona ecoclimática y biogeográfica del norte del continente africano. Limita al norte con el desierto del Sáhara y al sur con la sabana sudanesa. Es una zona de transición entre ambos. En la dirección oeste-este, se extiende desde el océano Atlántico hasta el mar Rojo atravesando todo el continente.
A lo largo de la historia de África, la región ha albergado algunos de los reinos más avanzados del continente, quienes se beneficiaron del comercio que recorría el desierto. Colectivamente, esos Estados fueron conocidos como reinos sahelianos (véase la sección Historia más adelante).

## Toponimia
El término en árabe sāḥil (ساحل) significa, literalmente, ‘borde’ o ‘costa’,lo que se ha explicado como una referencia figurativa que describe la aparición de la vegetación del Sahel como una línea que delimita el mar de arena del Sáhara.
Sin embargo, tal uso no está atestiguado en árabe clásico, y se ha sugerido que la palabra puede haber derivado originalmente de la palabra árabe سهل sahl "llanura".

## Geografía física
Cruza una decena de países aproximadamente.
Estos son (de oeste a este):
- El norte de Senegal.
- El sur de Mauritania.
- El centro de Malí.
- El norte de Burkina Faso.
- El sur de Níger.
- El norte de Nigeria.
- El centro de Chad.
- El norte de Camerún.
- El norte de la República Centroafricana.
- El centro de Sudán.
- El norte de Sudán del Sur.
- El sur de Eritrea.
- El norte de Etiopía.

El Sahel es una franja de entre varios cientos y mil kilómetros de norte a sur y con una longitud de 6300 km desde el océano Atlántico al mar Rojo. Cubre un área de más de 3 millones de km².
La topografía del Sahel es principalmente llana. La región se encuentra principalmente en un rango de entre 200 y 400 metros de altitud. Existen multitud de mesetas aisladas y zonas montañosas; destaca la meseta de Darfur, en Sudán.

## Clima

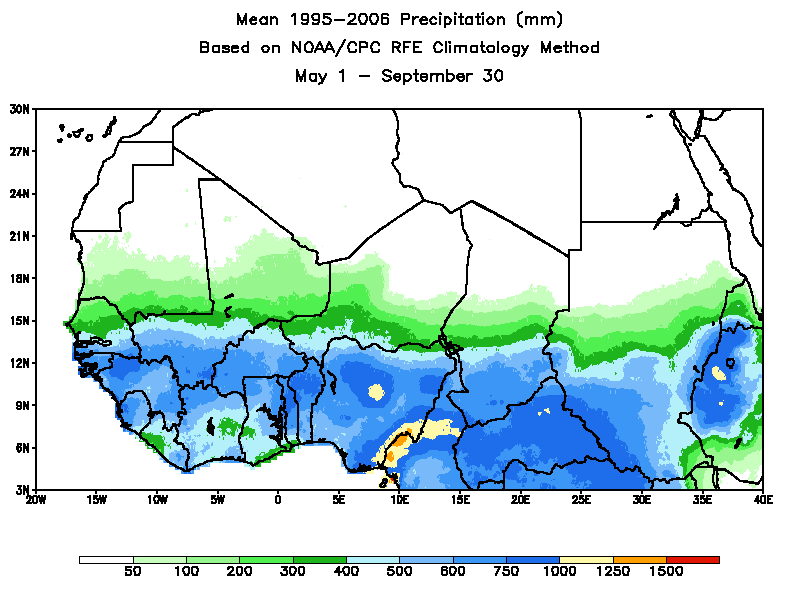
Mapa de la precipitación en África entre 1995 y 2008. El Sahel aparece en los verdes oscuros y los azules más claros.

Su clima es cálido semiárido. En la clasificación climática de Köppen se identifica como BSh (clima semiárido cálido).
Se caracteriza por lluvias escasas y dos estaciones marcadas: una larga, seca e invernal, y otra lluviosa, entre julio y septiembre, corta y estival. 
Climáticamente, el Sahel es la franja limitada al norte por la isoyeta anual de 100-150 mm y al sur por la de 500-600 mm. Según otros autores, está entre los 200 mm y los 700 mm. A lo largo del siglo XX se ha podido observar un desplazamiento de ambas líneas hacia el sur:
- En el período 1968-1997, la isoyeta de 150 mm se desplazó entre 50 y 100 km al sur respecto a su posición durante el período 1931-1960 y ha aumentado la desertificación de esta franja, en la cual hay varias ciudades importantes: Nuakchot (en Mauritania), Agadez (en Níger) y Jartum (en Sudán).[4]
- Lo mismo se puede decir del límite meridional del Sahel: también ha avanzado hacia el sur, pero con una distancia un poco menor, en promedio.

Sin embargo, desde 1982 las lluvias han aumentado y, en algunos lugares, también la vegetación.

## Flora y fauna

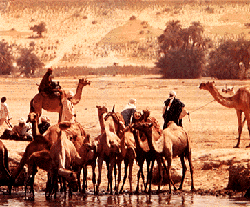
Los camellos pisotean el suelo en el semiárido Sahel a medida que se desplazan hacia pozos de agua, como este en Chad; así, matan arbustos y generan desertización.

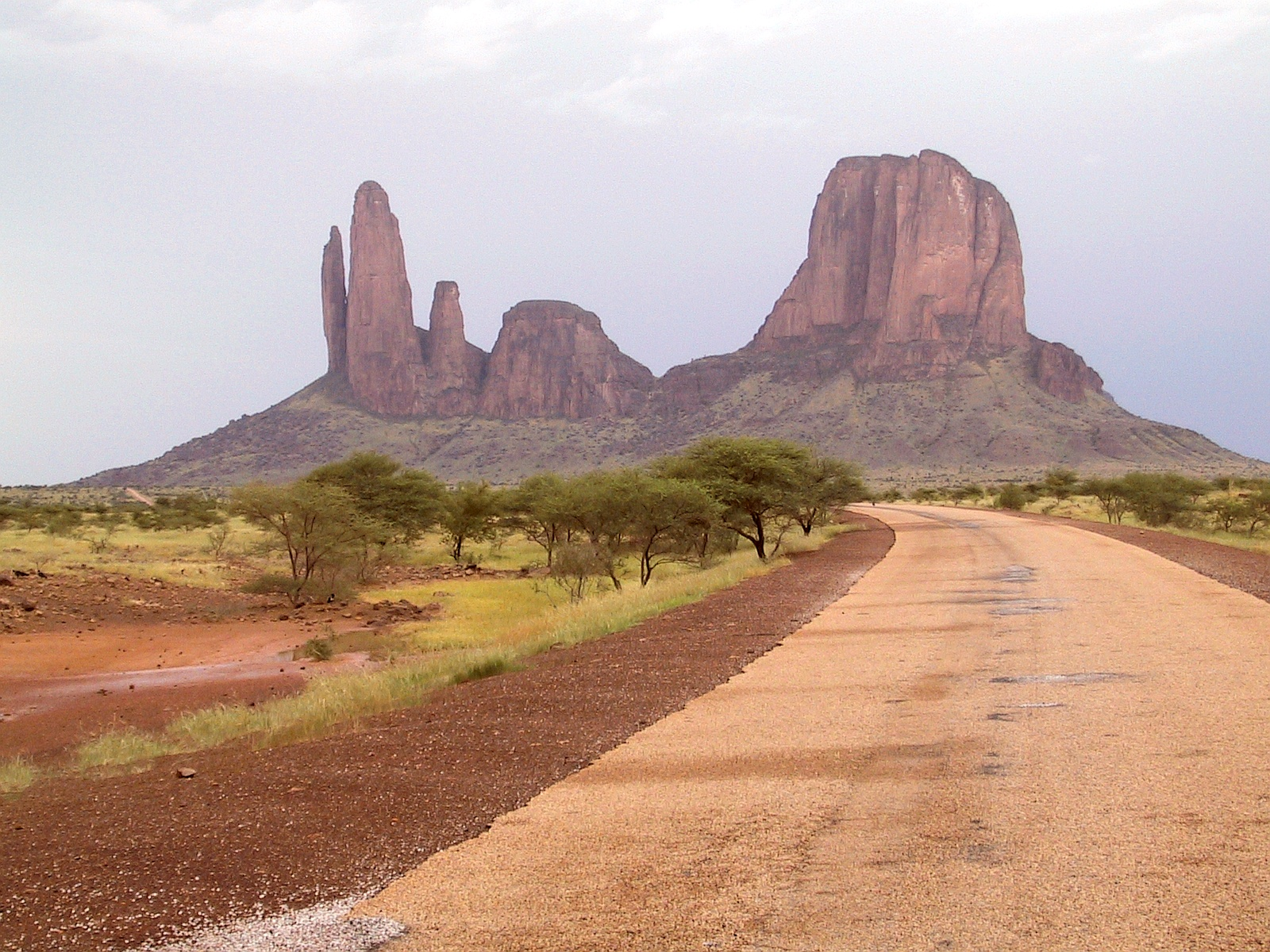
Montes Hombori, en Malí.

El Sahel es una ecorregión de transición de tierras de pasto semiáridas, sabanas, estepas y zonas de matorral espinoso.
Se encuentra cubierto principalmente por tierras de pasto y sabanas, con áreas boscosas y de matorral. La hierba y el pasto se distribuyen uniformemente a través de la zona, dominada por especies de pasto anuales como Cenchrus biflorus, Schoenefeldia gracilis y Aristida stipoides.
En cuanto a los árboles, las especies dominantes son diferentes tipos de acacia. La más común es la Acacia tortilis, junto a la Acacia senegal y la Acacia laeta. Otras especies de árbol son Commiphora africana, Balanites aegyptiaca, Faidherbia albida y Boscia senegalensis.
En la parte norte del Sahel, diferentes tipos de matorral de desierto, como el Panicum turgidum y la Aristida sieberana, se alternan con las tierras de pasto y la sabana.
Durante la larga estación seca, muchos árboles pierden sus hojas y los pastos mueren.
En el pasado, en el Sahel vivían multitud de poblaciones de mamíferos de pastoreo, como la gacela dama (Nanger dama), la gacela dorcas (Gazella dorcas), la gacela de frente roja (Eudorcas rufifrons), el bubalo (Alcelaphus busephalus buselaphus) y el bóvido órix blanco u órix de cuernos de cimitarra (Oryx dammah), junto con grandes predadores como el león (Panthera leo), el guepardo (Acinonyx jubatus) y el licaón o perro salvaje africano (Lycaon pictus).
Las especies más grandes han visto su número enormemente reducido por la caza excesiva y la lucha por el alimento, y varias especies son ahora vulnerables (como la gacela dorcas y la gacela rufifrons), amenazadas (como la gacela dama, el león, el guepardo y el licaón) o extintas (el oryx dammah está posiblemente extinto en estado silvestre y el bubalo se ha extinguido).
Las zonas húmedas estacionales del Sahel dan cobijo a aves migratorias que se desplazan en el continente africano y en los corredores aéreos de aves africano-europeos.
Destaca su abundante fauna, aunque dispersa por la acción antrópica, con la presencia de grandes ungulados, bóvidos y felinos.

## Historia

### Agricultura temprana
Los primeros ejemplos de domesticación de plantas para uso agrícola en África tuvieron lugar en la región del Sahel hacia el año 5000 a. C., cuando comenzaron a cultivarse el arroz africano y el sorgo.[cita requerida] Hacia esta época, y en la misma región, se domesticó la gallina de Guinea.
Hacia el 4000 a. C., el clima del Sáhara y del Sahel comenzó a hacerse más seco a una velocidad cada vez más rápida. Este cambio climático provocó una significativa disminución del nivel de lagos y ríos y provocó una progresiva desertificación. Esto, a su vez, disminuyó la cantidad de tierra capaz de acoger asentamientos y contribuyó a la migración de poblaciones campesinas hacia zonas más húmedas de África Occidental.

### Reinos sahelianos
Los reinos sahelianos fueron una serie de monarquías ubicadas en el Sahel, entre el siglo IX y el siglo XVIII. Su riqueza provenía del control de las rutas del comercio transahariano a través del desierto, en especial del comercio árabe de esclavos. Su poder se basaba en la tenencia de animales de carga, como los camellos o los caballos, que eran suficientemente rápidos como para mantener un gran imperio bajo control y al mismo tiempo eran útiles en la batalla. Todos estos reinos e imperios funcionaban de modo muy descentralizado y sus ciudades tenían un importante nivel de autonomía.
Los primeros reinos sahelianos surgieron a partir del año 750 d. C. en torno a importantes ciudades comerciales a lo largo de la región del río Níger, como Tombuctú, Gao y Djenné. Los estados sahelianos encontraron su límite en las zonas boscosas del sur, donde los ashanti y los yoruba se defendían bien, y las cabalgaduras de los guerreros sahelianos eran inútiles al no poder sobrevivir al calor y las enfermedades de la región.

### Período colonial
El Sahel occidental cayó bajo el dominio francés hacia finales del siglo XIX como parte así del África Occidental Francesa. Chad se sumó en 1900 como parte del África Ecuatorial Francesa. Los territorios franceses se descolonizaron en 1960.
El Sahel oriental, que comprendería la parte conocida actualmente como Sudán, no cayó bajo el dominio de las potencias europeas, pero fue anexionado por Mehmet Alí en 1820. Cayó bajo administración británica como parte del Sultanato de Egipto en 1914.
El Sahel sudanés formó parte del Sudán independiente en 1956 y entró en un largo período de inestabilidad y guerra. Su ejemplo más reciente es el Conflicto de Darfur. La zona del extremo oriental del Sahel cayó bajo control italiano como parte de la Eritrea italiana en 1890. Eritrea fue anexionada por Haile Selassie, de Etiopía, en 1962 y logró la independencia en 1993 tras una larga guerra de independencia.

## Sequías recientes
En 1915, tuvo lugar una importante sequía en el Sahel, causada por precipitaciones anuales muy por debajo de la media anual, la cual provocó una hambruna a gran escala.
Durante los años 1960 se produjeron importantes incrementos en las precipitaciones en la región, lo que hizo las zonas del norte de la región más accesibles. Se produjo un empujón, apoyado por los gobiernos, para que la gente se desplazara hacia el norte. Cuando comenzó el largo período de sequías entre los años 1968 y 1974, el pastoreo pronto se volvió insostenible, y el terreno quedó denudado. Como durante la sequía de 1915, esto condujo a una hambruna a gran escala, pero en esta ocasión se vio de alguna manera aliviada por la llegada de ayuda externa. Esta catástrofe dio lugar a la fundación del Fondo Internacional de Desarrollo Agrícola.
Entre junio y agosto de 2010, la hambruna volvió a golpear el Sahel. Las cosechas en Níger no lograron madurar durante la época seca, lo que dio lugar a la hambruna. En Chad, la temperatura alcanzó los 47,6 °C el 22 de junio en Faya-Largeau rompiendo un récord fijado en 1961 en la misma localidad. Níger alcanzó su máxima temperatura en 1998, también un 22 de junio: 47,1 °C en Bilma.

## Desertización y tormentas de arena
La sobreagricultura, el sobrepastoreo y la sobrepoblación de tierras marginales, así como la erosión del suelo, han provocado una profunda desertización de la región. Además, con una frecuencia significativa ocurren importantes tormentas de arena. Durante noviembre de 2004, una serie de tormentas de arena golpeó el Chad y originó la depresión de Bodélé, un área donde ocurren con frecuencia tormentas de arena, con una media de 100 días al año.
El 25 de agosto de 2008, importantes tormentas de arena asolaron las planicies de Somalia y el noreste de la afectada por la sequía Kenia.
El 23 de marzo de 2010, una gran tormenta de arena golpeó Mauritania, Senegal, Gambia, Guinea-Bisáu, Guinea y las zonas interiores de Sierra Leona. Otro episodio posterior golpeó Argelia, el interior de Mauritania, Malí y el norte de Costa de Marfil.

## Inestabilidad y violencia
Organizaciones terroristas como Boko Haram y Al-Qaeda en el Magreb Islámico (AQMI), que operan en el Sahel, han contribuido a la violencia, el extremismo y la inestabilidad de la región.
Desde noviembre de 2018, J. Peter Pham ha sido enviado especial de los Estados Unidos para la región de los Grandes Lagos de África. Dos años después, el 1 de marzo de 2020, el entonces presidente estadounidense, Donald Trump, envió a este mismo diplomático a la región del Sahel para combatir la creciente violencia de los grupos terroristas.
Los violentos conflictos entre pastores y agricultores en Nigeria, los ataques de marzo de 2019 contra pastores fulani en Malí, los conflictos tribales sudaneses y otros países de la región del Sahel se han visto exacerbados por el cambio climático, la degradación de la tierra y el crecimiento de la población.
Las sequías y la escasez de alimentos también se han relacionado con el conflicto del norte de Malí.
El 9 de julio de 2020, Estados Unidos expresó su preocupación por el creciente número de denuncias de abusos y violaciones de los derechos humanos por parte de las fuerzas de seguridad estatales en el Sahel.
La respuesta de Estados Unidos se produjo después de que Human Rights Watch publicara documentos sobre el mismo tema el 1 de julio de 2020. Los informes de marzo de 2022 mostraban que los activistas se estaban extendiendo al sur del Sahel.